# Стшегом (Свентокшиське воєводство)
Стшегом (пол. Strzegom) — село в Польщі, у гміні Ритв'яни Сташовського повіту Свентокшиського воєводства.
Населення — 459 осіб (2011).

## Демографія
Демографічна структура на день 31 березня 2011 року:
|          | Загалом | Допрацездатний вік | Працездатний вік | Постпрацездатний вік |
| -------- | ------- | ------------------ | ---------------- | -------------------- |
| Чоловіки | 223     | 46                 | 154              | 23                   |
| Жінки    | 236     | 61                 | 115              | 60                   |
| Разом    | 459     | 107                | 269              | 83                   |